# Veilig vrijen
Veilig vrijen of veilige seks (in het Engels safe sex of safer sex genoemd) is een term die seksuele praktijken beschrijft die het risico op seksueel overdraagbare aandoeningen (soa's) verminderen. Wederzijdse trouw tussen partners die niet met een soa besmet zijn en seksuele onthouding elimineren het risico van soa's. Andere vormen van veilig vrijen verminderen dit risico.
Deze begrippen is men voornamelijk gaan gebruiken sinds het uitbreken van de aidsepidemie in de jaren 1980 en de meeste aandacht heeft zich op het controleren van hiv geconcentreerd, het virus dat aids veroorzaakt. Dit virus kan echter ook door bloed-bloedcontact en gezamenlijk gebruik van injectienaalden overgedragen worden.

## Vormen van veilige seks
De volgende vormen van seks zijn veilig.
- Wederzijdse monogamie (seksueel contact met één vaste partner)
- Contact vermijden met vaginaal vocht, slijm, sperma en bloed
- Masturbatie (waaronder cyberseks en telefoonseks)

Er bestaan daarnaast vormen van veilig vrijen die een aantal kanttekeningen vereisen. In principe zijn ze wel veilig, maar bestaat toch een zeker risico. 
- De partner aftrekken of vingeren is meestal veilig, maar er bestaat een risico wanneer men klaarkomt in de nabijheid van de vagina of wanneer open wonden in contact komen met afscheiding van de  partner. De partner met de hand bevredigen nadat men aan de eigen geslachtsdelen heeft gezeten en vice versa is uiteraard ook niet veilig en kan tot besmetting leiden.
- Een soortgelijk verhaal geldt voor 'droogneuken' en 'seks tussen de dijen'. Deze vormen van seks zijn veilig mits er geen contact is tussen de afscheiding van de partners en de geslachtsdelen of open wonden.
- Gebruik van een condoom of vrouwencondoom. Het condoom dient dan wel gebruikt te worden zoals de bijsluiter voorschrijft. Bovendien kunnen genitale wratten, schurft en schaamluis ook bij condoomgebruik worden overgedragen, hoewel schurft veelal niet als een echte soa wordt gezien.
- Orale seks met een beflapje. Ook hier dient men zich te hoeden voor contact tussen het gezicht (met name mond en ogen) en eventuele afscheiding van de partner. Bovendien dient men zich er bij het oraal bevredigen van een man rekenschap van te geven dat het sperma bij het klaarkomen nog weleens een andere kant op kan spuiten dan men verwacht.

## Praktijken die overdracht van soa's niet voorkomen
Coitus interruptus (terugtrekken van de penis vóór ejaculatie) is geen voorbeeld van veilige seks en kan in transmissie van soa's resulteren. Dit komt doordat er contact bestaat tussen de slijmvliezen en de penis, die bovendien reeds voorvocht lekt dat zaadcellen en ziekteverwekkers kan bevatten. Mannen met minder ervaring voelen bovendien ook minder goed aan wanneer ze gaan klaarkomen en trekken hun penis dan te laat terug zodat in praktijk de zaadlozing nogal eens alsnog in of op de vagina plaatsvindt. Ook kunnen zaadcellen van een vorige lozing meespoelen en deze kunnen tot bevruchting leiden. Bovendien kunnen de open wonden op een van beide partners in overdraging van geslachtsziekten resulteren als de man op het lichaam klaarkomt.
Het gebruik van de anticonceptiepil of andere vormen van zwangerschapsvoorkoming zijn ook geen voorbeelden van veilig vrijen. Ze beschermen weliswaar tegen zwangerschap, maar niet tegen een soa.

## Vrij Veilig Campagnes
De Vrij Veilig Campagnes hebben wezenlijk bijgedragen aan de basiskennis van de Nederlandse Bevolking daarover. De eerste massamediale campagne met betrekking tot seksueel overdraagbare aandoeningen was de SIRE-campagne ‘Een druiper kan een drama worden’ in 1985. Dit was een oproep om je te laten testen en behandelen als je dacht een gonorroe-infectie te hebben opgelopen. Veilig vrijen werd wel genoemd, maar niet bewust gestimuleerd. Dit veranderde toen onder de druk van de aidsepidemie. Tussen 1987 en 2011 werden in totaal vijftien vrij veilig campagnes in opdracht van de overheid uitgevoerd.